# River Brock
Der River Brock ist ein 17,5 km langer linker Nebenfluss des River Wyre in Lancashire im Nordwesten Englands. 

## Verlauf
Der River Brock entsteht am Fair Snape Fell im Forest of Bowland und fließt in westlicher Richtung. Südlich von Catterall kreuzt der Fluss die Autobahn M6 und den Lancaster Canal. Östlich des Ortes St Michael’s on Wyre mündet der River Brock in den River Wyre.